# فرانك بيتمان
فرانك بيتمان (بالإنجليزية: Frank Pittman)‏ هو طبيب نفسي أمريكي، ولد في 1935 في الولايات المتحدة، وتوفي في 24 نوفمبر 2012.